# Dactylellina ellipsospora
Dactylellina ellipsospora (Preuss) M. Scholler, Hagedorn & A. Rubner – gatunek grzybów workowych z rodziny Orbiliaceae. Grzyb saprotroficzny i drapieżny polujący na nicienie glebowe.

## Systematyka i nazewnictwo
Pozycja w klasyfikacji według Index Fungorum: Dactytellina, Orbiliaceae, Orbiliales, Orbiliomycetidae, Orbiliomycetes, Pezizomycotina, Ascomycota, Fungi.
Gatunek ten po raz pierwszy opisał w 1862 r. Carl Gottlieb Traugott Preuss nadając mu nazwę Menispora ellipsospora. Obecną, uznaną przez Index Fungorum nazwę nadali mu M. Scholler, Hagedorn & A. Rubner w 1999 r.
Synonimy:
- Dactylella ellipsospora (Preuss) Grove 1886
- Menispora ellipsospora Preuss 1862
- Monacrosporium ellipsosporum (Preuss) R.C. Cooke & C.H. Dickinson 1965

## Morfologia i tryb życia
Konidiofory o długości 150–300 μm, szerokości 3,2–5 μm, zwężające się do 1,5–2,5 μm, na końcach tworzące pojedynczo oddzielające się konidia. Konidia szeroko wrzecionowate, zaokrąglone na końcach, z (2–) 4 (–6)–przegrodami. Środkowe komórki konidiów beczkowate i zdecydowanie największe, 24–65 × 7,5–19 μm (C. Dreschler, 1937 r.).
Dactylellina ellipsospora żyje w glebie. Jest saprotroficznym oraz mięsożernym, polującym na nicienie glebowe. Na strzępkach ma kilkukomórkowe trzonki z lepkimi główkami na szczycie. Gdy nicień dotknie główki, przykleja się do niej. Próbując się uwolnić szamoce się, co tylko pogarsza jego sytuację, gdyż wkrótce przykleja się do wszystkich sąsiednich główek. Z główek wyrastają silnie nabrzmiałe ssawki, które wrastają do ciała ofiary i pobierają z niej substancje pokarmowe. Zaatakowane zwierzę ginie.
Pod mikroskopem świetlnym każda komórka z adhezyjnymi trzonkami zawierała pewną liczbę cząstek, które zostały równomiernie rozłożone przed złapaniem nicienia. Cząsteczki cytoplazmatyczne przemieszczały się losowo w tę i z powrotem. W momencie, gdy komórka guzka zetknęła się z nicieniem, cząsteczki gromadziły się w miejscu, w którym ściana komórkowa guzka mocno przylegała do naskórka nicieni i jednocześnie wydzielał się klej. Klej można zobaczyć w pobliżu miejsca zetknięcia ściany komórkowej guzka z naskórkiem nicieni. W tym momencie komórka guzkowa wytwarzała w większości przypadków kołek infekcyjny, a komórka najczęściej atakowała ciało nicieni, a nie ogon i głowę. Podczas chwytania nicienia obserwowano gromadzenie się cząstek cytoplazmatycznych, Na ultracienkich skrawkach w mikroskopie elektronowym większość cząstek można było zobaczyć jako pęcherzyki o dużej gęstości elektronowej o średnicy 0,2–0,6 μm. Po przyczepieniu komórki guzkowej do naskórka nicieni stwierdzono, że pęcherzyki zlewają się jeden po drugim z plazmalemmą, wydzielając klej, który jest postrzegany jako amorficzna substancja o dużej gęstości elektronowej.